# Ruska Wieś (Mrągowo)
Ruska Wieś [ˈruska ˈvjɛɕ] (deutsch Reuschendorf) ist ein Ort in der polnischen Woiwodschaft Ermland-Masuren und gehört zur Gmina Mrągowo (Landgemeinde Sensburg) im Powiat Mrągowski (Kreis Sensburg).

## Geographische Lage
Ruska Wieś liegt am Südufer des Reuschendorfer Sees (polnisch Jezioro Ruskowiejskie) inmitten der Woiwodschaft Ermland-Masuren, neun Kilometer nördlich der Kreisstadt Mrągowo (deutsch Sensburg).

## Geschichte
Das seinerzeit Meybowen (vor 1430 Meybaum, nach 1437 Rauschendorf, vor 1785 Ruskawies) genannte Dorf wurde zwischen 1396 und 1404 gegründet, als Ulrich von Jungingen als Komtur zu Balga 60 Hufen zur Gründung des Dorfes verschrieb.
Zwischen 1874 und 1945 war Reuschendorf in den Amtsbezirk Seehesten (polnisch Szestno) eingegliedert, der zum Kreis Sensburg im Regierungsbezirk Gumbinnen (ab 1905: Regierungsbezirk Allenstein) in der preußischen Provinz Ostpreußen gehörte.
Aufgrund der Bestimmungen des Versailler Vertrags stimmte die Bevölkerung in den Volksabstimmungen in Ost- und Westpreussen am 11. Juli 1920 über die weitere staatliche Zugehörigkeit zu Ostpreußen (und damit zu Deutschland) oder den Anschluss an Polen ab. In Reuschendorf stimmten 300 Einwohner für den Verbleib bei Ostpreußen, auf Polen entfielen keine Stimmen.
Als 1945 in Kriegsfolge das gesamte südliche Ostpreußen an Polen überstellt wurde, war auch Reuschendorf davon betroffen. Es erhielt die polnische Namensform „Ruska Wieś“ und ist heute Sitz eines Schulzenamtes (polnisch Sołectwo) innerhalb der Gmina Mrągowo (Landgemeinde Sensburg) im Powiat Mrągowski (Kreis Sensburg), bis 1998 der Woiwodschaft Olsztyn (Allenstein), seither der Woiwodschaft Ermland-Masuren zugehörig.

### Einwohnerzahlen
| Jahr | Anzahl |
| ---- | ------ |
| 1867 | 486    |
| 1885 | 494    |
| 1898 | 453    |
| 1905 | 416    |
| 1910 | 417    |
| 1933 | 370    |
| 1939 | 375    |
| 2011 | 165    |

## Kirche
Vor 1945 war Reuschendorf in die evangelische Kirche Seehesten in der Kirchenprovinz Ostpreußen der Kirche der Altpreußischen Union und außerdem in die römisch-katholische Kirche St. Adalbert in Sensburg im damaligen Bistum Ermland eingepfarrt.
Heute gehört Ruska Wieś evangelischerseits zur Pfarrkirche Mrągowo in der Diözese Masuren der Evangelisch-Augsburgischen Kirche in Polen. Katholischerseits ist das Dorf der Pfarrkirche Szestno im heutigen Erzbistum Ermland in der polnischen katholischen Kirche zugeordnet.

## Verkehr
Ruska Wieś liegt an der bedeutenden Woiwodschaftsstraße 591, die in Nord-Süd-Richtung die Woiwodschaft Ermland-Masuren durchzieht und das polnisch-russische Grenzgebiet bei Michałkowo (Langmichels) mit den Kreisregionen Kętrzyn (Rastenburg) und Mrągowo (Sensburg) verbindet. Eine Anbindung an das Schienennetz besteht nicht.